# Grand Prix ISU juniores in Croazia
Il Grand Prix ISU juniores in Croazia è una competizione internazionale di pattinaggio di figura. Si tiene in autunno e fa parte del circuito Grand Prix ISU juniores di pattinaggio di figura. Le medaglie sono assegnate nelle discipline del singolo maschile, singolo femminile, coppie e danza su ghiaccio.

## Vincitori

### Singolo maschile
| Anno | Luogo    | Oro                | Argento          | Bronzo              | Dettagli |
| 1999 | Zagabria | Florian Just       | Laurent Porteret | Denis Balandin      | [ 1 ]    |
| 2003 | Zagabria | Evan Lysacek       | Alban Préaubert  | Sergei Dobrin       | [ 2 ]    |
| 2005 | Zagabria | Adrian Schultheiss | Geoffry Varner   | Ryo Shibata         | [ 3 ]    |
| 2007 | Zagabria | Austin Kanallakan  | Ivan Bariev      | Armin Mahbanoozadeh | [ 4 ]    |
| 2009 | Zagabria | Yuzuru Hanyū       | Ross Miner       | Zhan Bush           | [ 5 ]    |
| 2012 | Zagabria | Maxim Kovtun       | Yan Han          | Harrison Choate     | [ 6 ]    |
| 2014 | Zagabria | Shōma Uno          | Nathan Chen      | Lee June-hyoung     | [ 7 ]    |
| 2015 | Zagabria | Alexander Samarin  | Nicolas Nadeau   | Tomoki Hiwatashi    | [ 8 ]    |
| 2017 | Zagabria | Alexei Krasnozhon  | Joseph Phan      | Makar Ignatov       | [ 9 ]    |
| 2019 | Zagabria | Andrei Mozalev     | Artur Danieljan  | Shun Satō           | [ 10 ]   |

### Singolo femminile
| Anno | Luogo    | Oro                | Argento           | Bronzo               | Dettagli |
| 1999 | Zagabria | Olga Stepanova     | Svetlana Bukareva | Svetlana Pilipenko   | [ 1 ]    |
| 2003 | Zagabria | Danielle Kahle     | Myriane Samson    | Elena Naumova        | [ 2 ]    |
| 2005 | Zagabria | Veronika Kropotina | Nana Takeda       | Christine Zukowski   | [ 3 ]    |
| 2007 | Zagabria | Mirai Nagasu       | Jenni Vähämaa     | Kim Na-Young         | [ 4 ]    |
| 2009 | Zagabria | Kanako Murakami    | Kate Charbonneau  | Ellie Kawamura       | [ 5 ]    |
| 2012 | Zagabria | Angela Wang        | Hannah Miller     | Anna Pogorilaya      | [ 6 ]    |
| 2014 | Zagabria | Maria Sotskova     | Karen Chen        | Alexandra Proklova   | [ 7 ]    |
| 2015 | Zagabria | Marin Honda        | Wakaba Higuchi    | Diana Pervushkina    | [ 8 ]    |
| 2017 | Zagabria | Sofia Samodurova   | Mako Yamashita    | Anastasia Tarakanova | [ 9 ]    |
| 2019 | Zagabria | Lee Hae-in         | Daria Usacheva    | Anna Frolova         | [ 10 ]   |

### Coppie
| Anno | Luogo    | Oro                                  | Argento                                       | Bronzo                                    | Dettagli |
| 1999 | Zagabria | Aliona Savchenko / Stanislav Morozov | Meliza Brozovich / Anton Nimenko              | Anne Powers / JJamie Campbell             | [ 1 ]    |
| 2003 | Zagabria | Andrea Varraux / David Pelletier     | Amy Howerton / Steven Pottenger               | Anastasija Kuz'mina / Stanislav Evdokimov | [ 2 ]    |
| 2005 | Zagabria | Bridget Namiotka / John Coughlin     | Ksenia Krasilnikova / Konstantin Bezmaternikh | Julia Vlassov / Drew Meekins              | [ 3 ]    |
| 2012 | Zagabria | Margaret Purdy / Michael Marinaro    | Yu Xiaoyu / Jin Yang                          | Vasilisa Davankova / Andrei Deputat       | [ 6 ]    |
| 2014 | Zagabria | Maria Vigalova / Egor Zakroev        | Daria Beklemisheva / Maxim Bobrov             | Renata Oganesian / Mark Bardei            | [ 7 ]    |
| 2017 | Zagabria | Polina Kostiukovich / Dmitrii Ialin  | Gao Yumeng / Xie Zhong                        | Aleksandra Bojkova / Dmitrij Kozlovskij   | [ 9 ]    |
| 2019 | Zagabria | Iuliia Artemeva / Mikhail Nazarychev | Diana Mukhametzianova / Ilya Mironov          | Annika Hocke / Robert Kunkel              | [ 10 ]   |

### Danza su ghiaccio
| Anno | Luogo    | Oro                                 | Argento                                  | Bronzo                                  | Dettagli |
| 1999 | Zagabria | Svetlana Kulikova / Arseni Markov   | Caroline Truong / Sylvain Longchambon    | Valentina Anselmi / Fabrizio Pedrazzini | [ 1 ]    |
| 2003 | Zagabria | Morgan Matthews / Maxim Zavozin     | Olga Orlova / Maxim Bolotin              | Camilla Spelta / Luca Lanotte           | [ 2 ]    |
| 2005 | Zagabria | Natalia Mikhailova / Arkadi Sergeev | Trina Pratt / Todd Gilles                | Kristina Gorshkova / Vitali Butikov     | [ 3 ]    |
| 2007 | Zagabria | Vanessa Crone / Paul Poirier        | Kristina Gorshkova / Vitali Butikov      | Ksenia Monko / Kirill Khaliavin         | [ 4 ]    |
| 2009 | Zagabria | Maia Shibutani / Alex Shibutani     | Kharis Ralph / Asher Hill                | Tatiana Baturintseva / Ivan Volobuiev   | [ 5 ]    |
| 2012 | Zagabria | Valeria Zenkova / Valerie Sinitsin  | Evgenia Kosigina / Nikolai Moroshkin     | Rachel Parsons / Michael Parsons        | [ 6 ]    |
| 2014 | Zagabria | Anna Yanovskaya / Sergey Mozgov     | Rachel Parsons / Michael Parsons         | Carolina Moscheni / Ádám Lukács         | [ 7 ]    |
| 2015 | Zagabria | Rachel Parsons / Michael Parsons    | Anastasia Skoptsova / Kirill Aleshin     | Sofia Shevchenko / Igor Eremenko        | [ 8 ]    |
| 2017 | Zagabria | Marjorie Lajoie / Zachary Lagha     | Sofia Shevchenko / Igor Eremenko         | Ksenia Konkina / Grigory Yakushev       | [ 9 ]    |
| 2019 | Zagabria | Maria Kazakova / Georgy Reviya      | Sofya Tyutyunina / Alexander Shustitskiy | Emma Bronsard / Aissa Bouaraguia        | [ 10 ]   |